# Alberto Acosta
Alberto Acosta (Arocena, 23 augustus 1966) is een voormalig Argentijns voetballer.

## Clubcarrière
Alberto Acosta speelde tussen 1986 en 2004 voor Unión de Santa Fe, San Lorenzo Almagro, Toulouse, CA Boca Juniors, Universidad Católica, Yokohama Marinos en Sporting Lissabon.

## Interlandcarrière
Alberto Acosta debuteerde in 1992 in het Argentijns nationaal elftal en speelde in totaal negentien officiële interlands, waarin hij drie keer scoorde.
1 Goycochea ·
2 Vázquez ·
3 Altamirano ·
4 Basualdo ·
5 Redondo ·
6 Ruggeri  ·
7 Caniggia ·
8 Villarreal ·
9 Batistuta ·
10 Simeone ·
11 Cagna ·
12 Islas ·
14 Acosta ·
15 Borelli ·
16 García ·
18 Craviotto ·
20 Rodríguez ·
21 Cancelarich ·
Coach: Basile
1 Goycochea ·
2 Vázquez ·
3 Altamirano ·
4 F. Basualdo ·
5 Redondo ·
6 Ruggeri ·
7 Medina ·
9 Batistuta ·
10 Simeone ·
11 Gorosito ·
12 Islas ·
13 Cáceres ·
14 Craviotto ·
15 Borelli ·
16 García ·
17 Zapata ·
18 Acosta ·
19 Zamora ·
20 Rodríguez ·
21 Scoponi ·
22 Mancuso ·
23 J. Basualdo ·
Coach: Basile